# 안심역
안심(혁신도시·첨복단지)역(Ansim(Innovation City·High-tech Medical Complex) Station, 安心驛)은 대한민국 대구광역시 동구 안심동에 있는 대구 도시철도 1호선의 전철역이다. 이 역부터 설화명곡역까지 지하 구간이다.

## 역사
- 1998년 5월 2일(토요일) : 대구 도시철도 1호선 중앙로역~안심역 구간 연장 개통과 함께 종착역으로 영업 개시
- 2024년 12월 21일(토요일) : 대구 도시철도 1호선 안심역~하양역 구간 연장 개통과 함께 중간역이 됨. 이와 함께 대구 도시철도 1호선의 모든 구간이 지하인 타이틀이 깨짐

## 개요
인근에 안심차량사업소가 있다.

## 역명의 유래
신라 말기, 후백제의 견훤과 맞붙었던 공산 전투에서 패전해, 신숭겸 등의 부하들을 잃고, 도망쳤던 고려의 왕건이 이 곳에 다다라서야 안심했다는 것에서 유래하였다. 참고로 왕건이 견훤과의 전투에서 패전한 곳이 대구 시내버스 업체 광남자동차 차고지가 있는 봉무동의 파군재3거리다. 안심은 원래 대구가 아닌 경산군 안심읍이었다가 대구시 안심동으로 편입된 지역이다. 안심역이 있는 송정3거리에서 반야월 구길과 신길이 나뉘며, 대구 도시철도 1호선은 반야월 신길로 운행한다. 2014년 2월 28일 부역명에 혁신도시·첨복단지가 적용되었다. 첨복단지는 첨단의료복합단지의 약칭이다.

## 역 구조
이 역은 약간의 곡선 구조가 있으며, 승강장과 열차 사이가 단차가 있다.

### 승강장
1면 2선의 곡선 섬식 승강장을 갖춘 지하역이며, 완전밀폐형 스크린도어가 설치되어 있다.
| 각산↑           |
| 하 상 \|        |
| ↓대구한의대병원 |

| 상행 | ● 대구 도시철도 1호선 | 반월당·중앙로·설화명곡 방면 |
| 하행 | ● 대구 도시철도 1호선 | 대구한의대병원·하양 방면    |

## 역 주변
| 나가는 곳 | 방면 |
| --------- | --- |
| 1         | 괴전동 초례봉 반야월 새마을금고 송정지점 농협 반야월농협동부지점 대구혁신도시(팔공이노밸리) 대구경북지방병무청 한국교육학술정보원 한국감정원 한국사학진흥재단 한국산업단지공단 신용보증기금 한국가스공사 한국산업기술평가관리원 |
| 2         | 신서동 신서-신일해피트리 |
| 3         | 대구송정초등학교 송정경로정 아름다운나날 1·3단지아파트 |
| 4         | 하양방면 안심3동치안센터 안심차량기지 안심습지 연근단지 |
| 5         | 동림빌라 포그니빌라 둥지빌라 세명빌라 |

## 승차량 변동
동촌역~안심역 구간 중에서 승객이 가장 많다. 이로 인해 2016년에 스크린도어가 우선 설치되었다.
| 노선  | 승차 인원 | 승차 인원 | 승차 인원 | 승차 인원 | 승차 인원 | 승차 인원 | 승차 인원 | 승차 인원 | 승차 인원 | 승차 인원 | 주석  |
| 노선  | 1997년    | 1998년    | 1999년    | 2000년    | 2001년    | 2002년    | 2003년    | 2004년    | 2005년    | 2006년    | 주석  |
| ----- | --------- | --------- | --------- | --------- | --------- | --------- | --------- | --------- | --------- | --------- | ----- |
| 1호선 | 미개통    | 2,518     | 3,762     | 미공개    | 4,046     | 4,192     | 1,995     | 4,074     | 3,773     | 4,685     | [ 6 ] |
| 노선  | 2007년    | 2008년    | 2009년    | 2010년    | 2011년    | 2012년    | 2013년    | 2014년    | 2015년    | 2016년    |       |
| 1호선 | 5,014     | 5,443     | 5,676     | 6,151     | 6,477     | 6,844     | 7,036     | 7,158     | 7,058     | 6,828     | [ 6 ] |
| 노선  | 2017년    | 2018년    | 2019년    | 2020년    | 2021년    |           |           |           |           |           |       |
| 1호선 |           |           |           |           |           |           |           |           |           |           |       |

## 사진

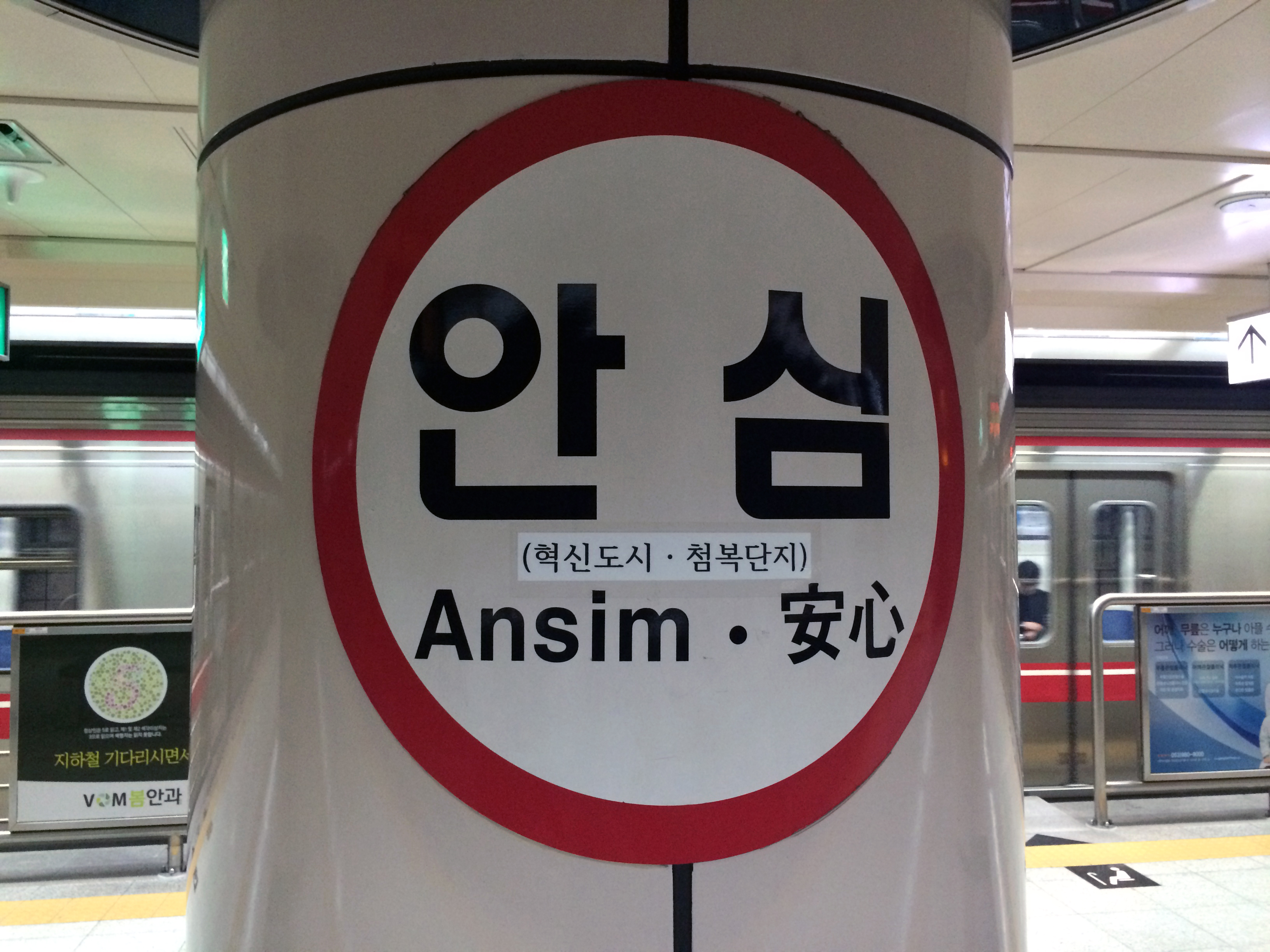
역명판(스크린도어 설치·안심역~하양역 구간 연장 개통 전)
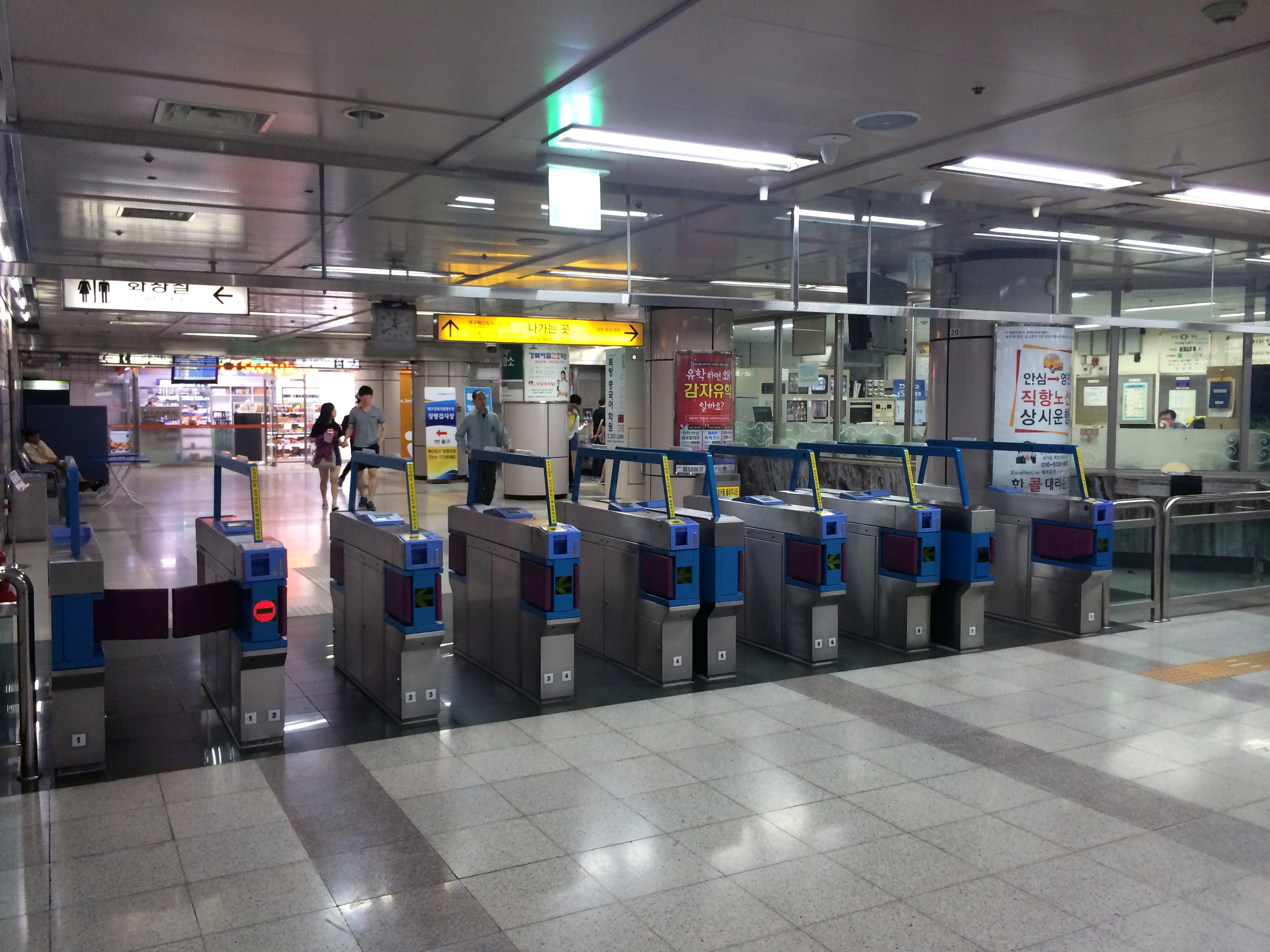
개찰구
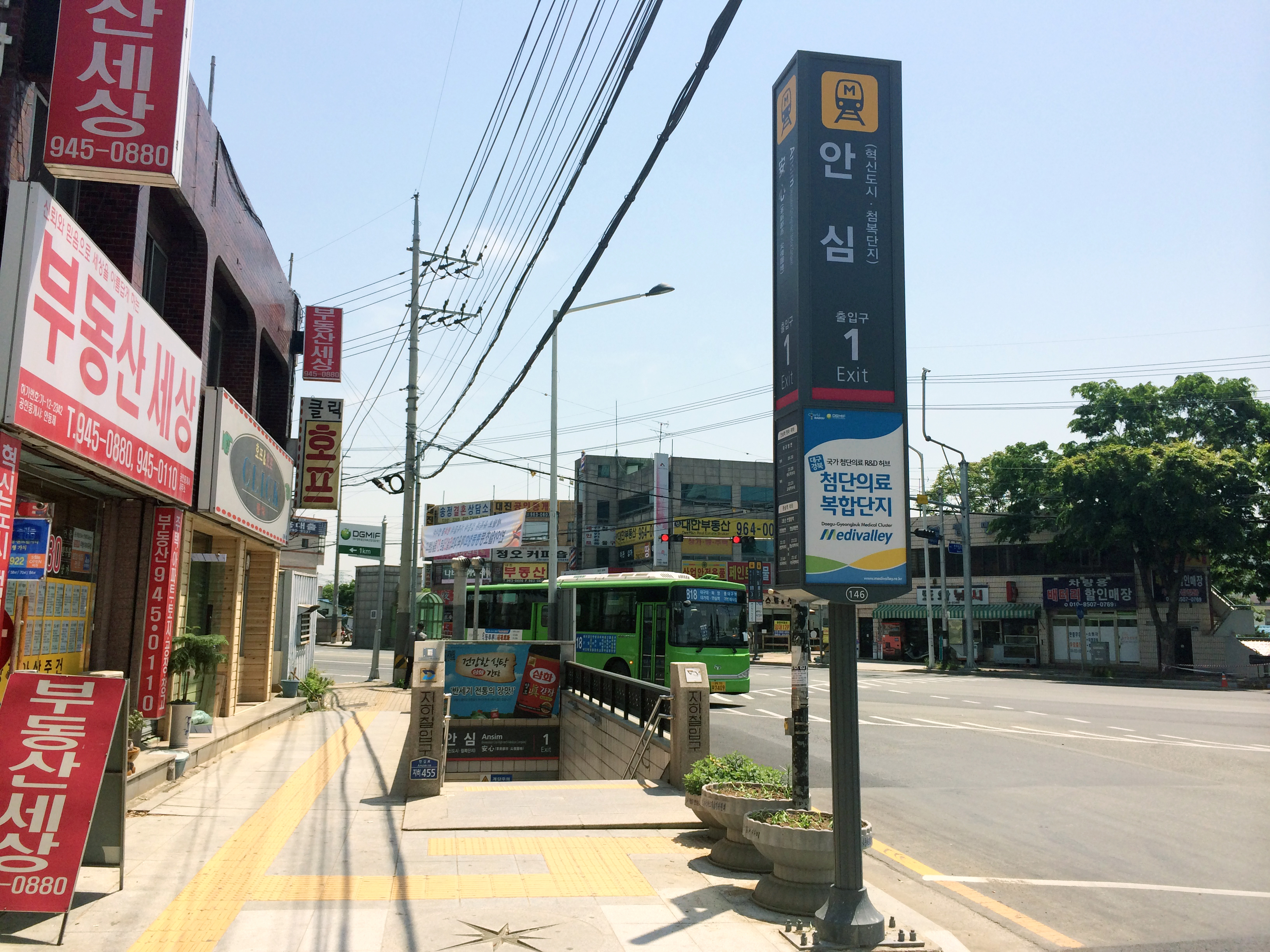
1번 출입구
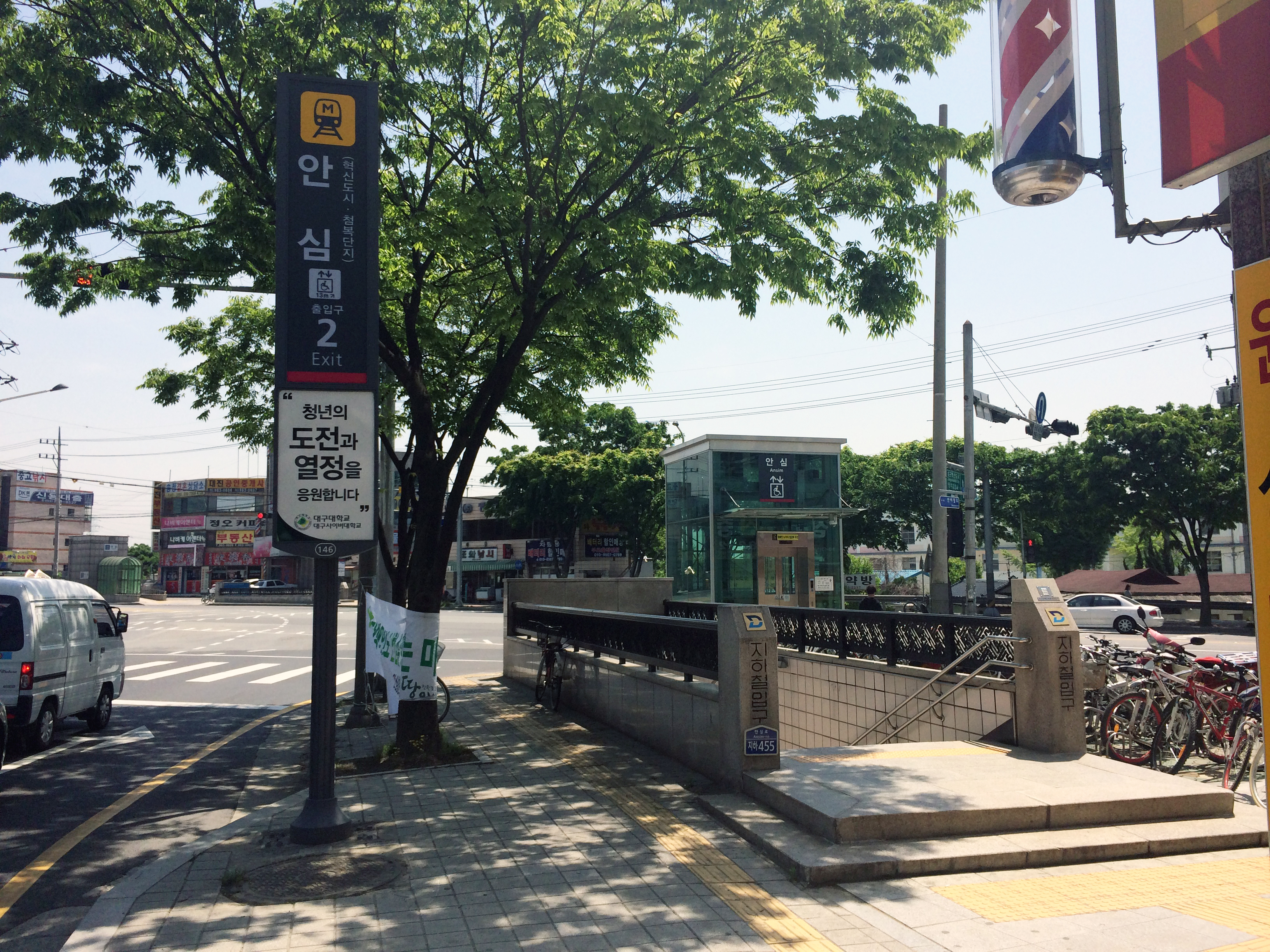
2번 출입구
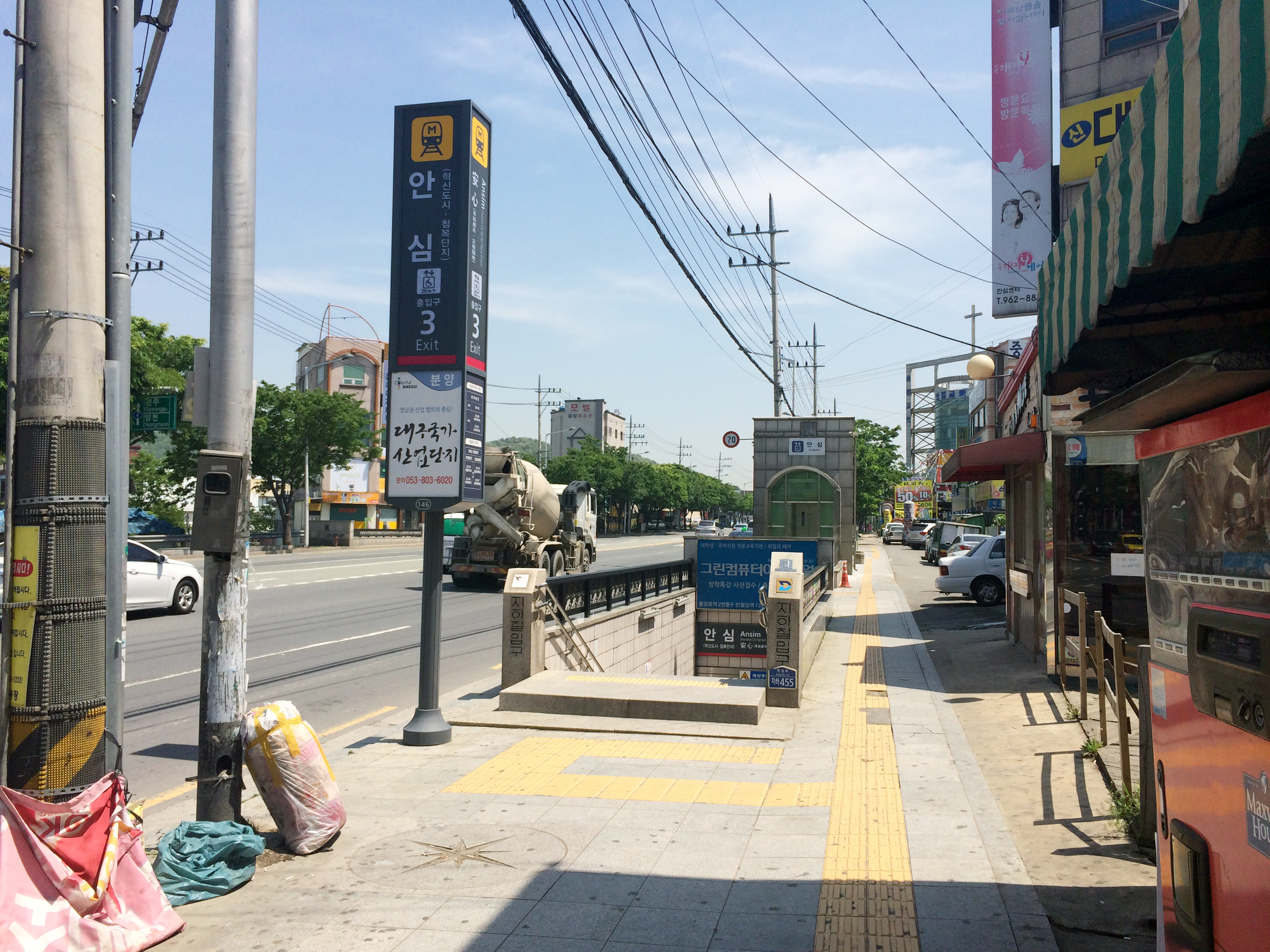
3번 출입구
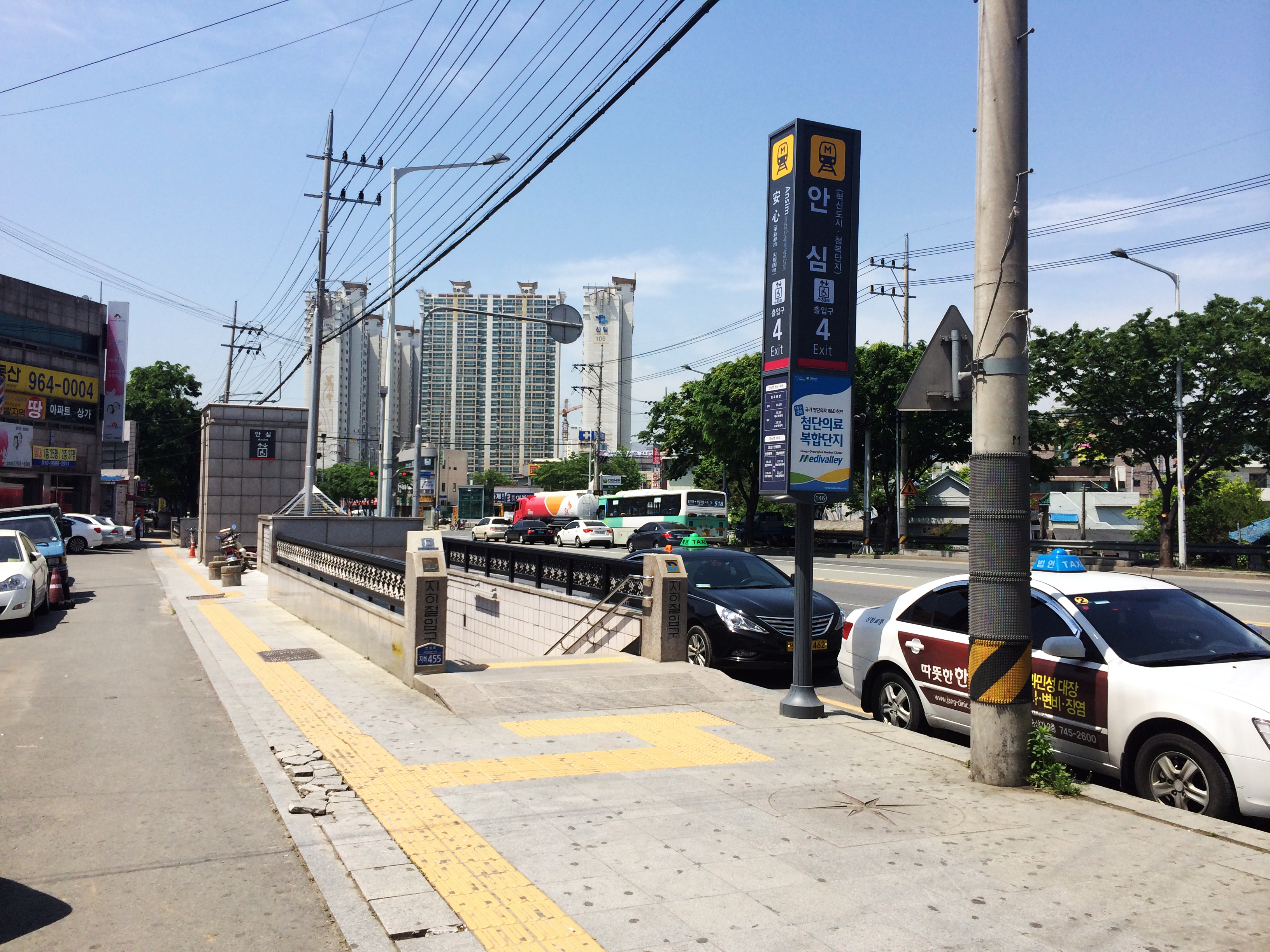
4번 출입구
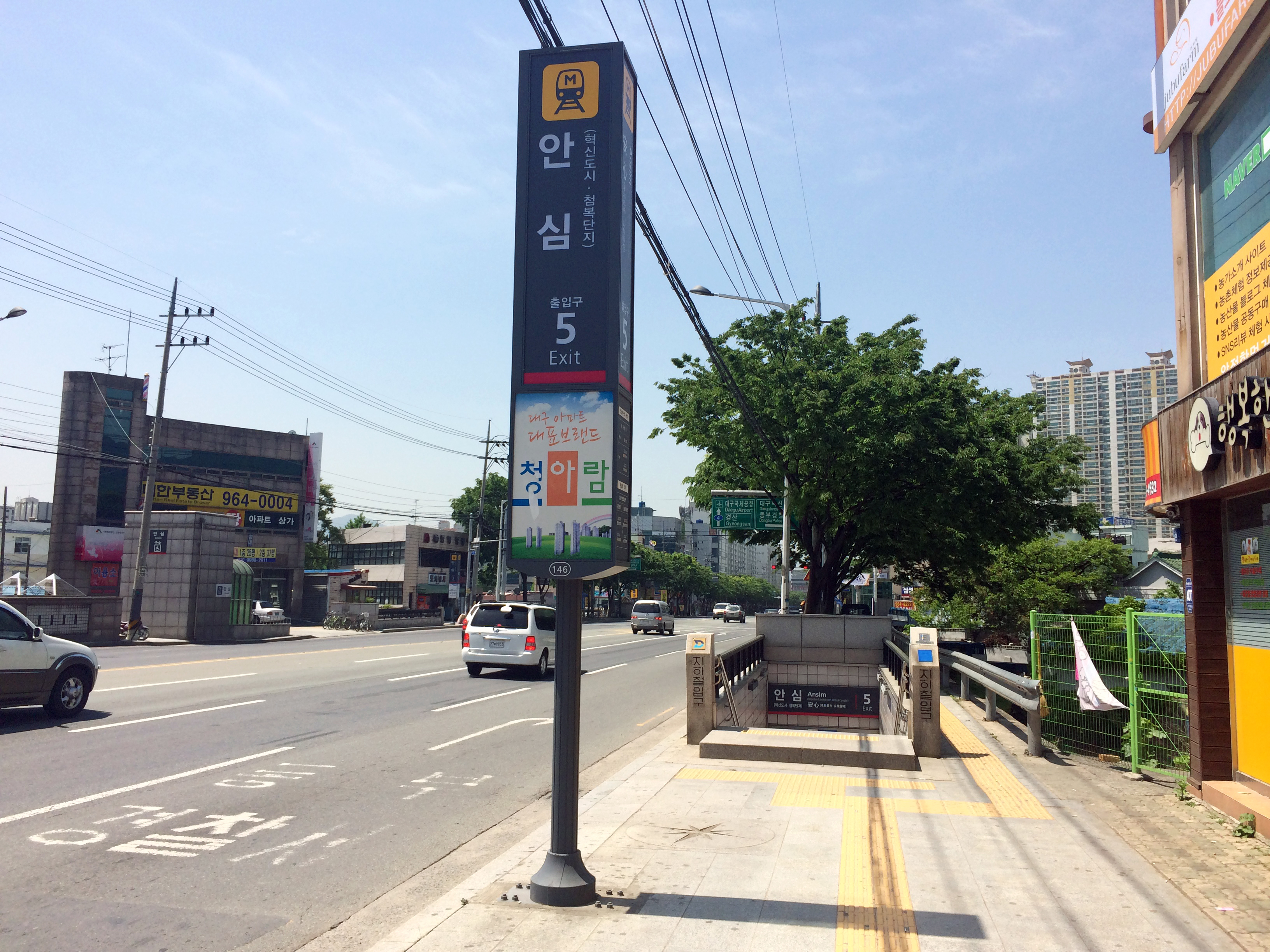
5번 출입구

## 인접한 역
| 대구 도시철도 1호선    | 대구 도시철도 1호선   | 대구 도시철도 1호선          |
| ---------------------- | --------------------- | ---------------------------- |
| 145 각산 설화명곡 방면 | ● 대구 도시철도 1호선 | 147 대구한의대병원 하양 방면 |